# 建中镇 (三台县)
建中乡，是中华人民共和国四川省绵阳市三台县下辖的一个乡镇级行政单位。

## 行政区划
建中乡下辖以下地区：
社区、银合村、高山寨村、中兴村、朝凤村、广益村、河边村、朝贤村、井湾村、晒金村、来凤村、付家沟村、快活村、刘家沟村、响水洞村、大堰坝村、南下村、羊角村和范家井村。